# Eta1 Coronae Australis
Eta1 Coronae Australis (η1 Coronae Australis, förkortat  Eta1 CrA, η1 CrA) som är stjärnans Bayerbeteckning, är en ensam stjärna belägen i den södra delen av stjärnbilden Södra kronan. Den har en skenbar magnitud på 5,46 och är synlig för blotta ögat där ljusföroreningar ej förekommer. Baserat på parallaxmätning inom Hipparcosuppdraget på ca 9,7 mas, beräknas den befinna sig på ett avstånd på ca 340 ljusår (ca 103 parsek) från solen.

## Egenskaper
Eta1 Coronae Australis är en blå till vit stjärna i huvudserien av spektralklass A3 V. Den har en effektiv temperatur av ca 8 400 K och har i dess spektrum breda absorptionslinjer associerade till dess rotationsperiod.